# Đơn vị dẫn xuất SI
Các đơn vị dẫn xuất SI là các đơn vị đo lường được dẫn xuất từ bảy đơn vị cơ bản được xác định bởi Hệ đo lường quốc tế (SI). Những đại lượng này có thể không thứ nguyên hoặc được thể hiện dưới dạng tích của một hoặc nhiều đơn vị cơ bản, có thể có một lũy thừa thích hợp.
Hệ đo lường quốc tế có các tên đặc biệt cho 22 trong số những đơn vị biến thể này (ví dụ: hertz, đơn vị dẫn xuất đo tần số), nhưng phần còn lại chỉ phản ánh nguồn gốc của chúng: ví dụ, đơn vị mét vuông (m²), đơn vị dẫn xuất đo diện tích; hay đơn vị kilôgam trên mét khối (kg/m³ or kg⋅m−3), đơn vị dẫn xuất đo tỉ trọng.
Tên của những đơn vị dẫn xuất luôn ở dạng chữ thường khi được viết đầy đủ. Tuy nhiên, các ký hiệu cho các đơn vị được đặt theo tên người có chữ cái đầu được viết hoa. Ví dụ, ký hiệu cho hertz là "Hz", nhưng ký hiệu cho mét là "m".

## Các đơn vị dẫn xuất SI có tên riêng
Hệ đo lường quốc tế gán tên cho 22 đơn vị dẫn xuất, bao gồm hai đơn vị không thứ nguyên, radian (rad) và steradian (sr). 
| Tên            | Kí hiệu | Vật được đo                                | Tương tự               | Theo các đơn vị SI cơ bản |
| -------------- | ------- | ------------------------------------------ | ---------------------- | ------------------------- |
| hertz          | Hz      | tần số                                     | 1/s                    | s−1                       |
| radian         | rad     | góc                                        | m/m                    | 1                         |
| steradian      | sr      | góc khối                                   | m²/m²                  | 1                         |
| newton         | N       | lực, trọng lượng                           | kg⋅m/s2                | kg⋅m⋅s−2                  |
| pascal         | Pa      | áp suất, sức căng                          | N/m²                   | kg⋅m−1⋅s−2                |
| joule          | J       | năng lượng, công, nhiệt                    | m⋅N, C⋅V, W⋅s          | kg⋅m²⋅s−2                 |
| watt           | W       | công suất, thông lượng phóng xạ            | J/s, V⋅A               | kg⋅m²⋅s−3                 |
| coulomb        | C       | điện tích                                  | s⋅A, F⋅V               | s⋅A                       |
| volt           | V       | hiệu điện thế, lực điện động               | W/A, J/C               | kg⋅m²⋅s−3⋅A−1             |
| farad          | F       | điện dung                                  | C/V, s/Ω               | kg−1⋅m−2⋅s4⋅A2            |
| ohm            | Ω       | điện trở, trở kháng, điện kháng            | 1/S, V/A               | kg⋅m²⋅s−3⋅A−2             |
| siemens        | S       | điện dẫn                                   | 1/Ω, A/V               | kg−1⋅m−2⋅s3⋅A2            |
| weber          | Wb      | từ thông                                   | J/A, T⋅m²,V⋅s          | kg⋅m²⋅s−2⋅A−1             |
| tesla          | T       | mật độ từ thông                            | V⋅s/m², Wb/m², N/(A⋅m) | kg⋅s−2⋅A−1                |
| henry          | H       | hệ số tự cảm                               | V⋅s/A, Ω⋅s, Wb/A       | kg⋅m²⋅s−2⋅A−2             |
| degree Celsius | °C      | nhiệt độ (theo 273.15 K)                   | K                      | K                         |
| lumen          | lm      | quang thông                                | cd⋅sr                  | cd                        |
| lux            | lx      | độ rọi                                     | lm/m²                  | cd⋅m−2                    |
| becquerel      | Bq      | cường độ phóng xạ (phân rã trên giây)      | 1/s                    | s−1                       |
| gray           | Gy      | lượng hấp thụ bức xạ ion hóa (tuyệt đối)   | J/kg                   | m²⋅s−2                    |
| sievert        | Sv      | lượng hấp thụ bức xạ ion hóa (tương đương) | J/kg                   | m²⋅s−2                    |
| katal          | kat     | hoạt động xúc tác                          | mol/s                  | s−1⋅mol                   |

## Ví dụ về các đại lượng và đơn vị dẫn xuất
| Tên                          | Kí hiệu | Vật đo              | Diễn đạt bằng các đơn vị SI cơ bản |
| ---------------------------- | ------- | ------------------- | ---------------------------------- |
| mét trên giây                | m/s     | tốc độ, vận tốc     | m⋅s−1                              |
| mét trên giây bình phương    | m/s2    | gia tốc             | m⋅s−2                              |
| mét trên giây lập phương     | m/s3    | jerk                | m⋅s−3                              |
| mét trên giây lũy thừa bốn   | m/s4    | snap, jounce        | m⋅s−4                              |
| radian trên giây             | rad/s   | vận tốc góc         | s−1                                |
| radian trên giây bình phương | rad/s2  | gia tốc góc         | s−2                                |
| hertz trên giây              | Hz/s    | trôi tần số         | s−2                                |
| mét khối trên giây           | m3/s    | lưu lượng dòng chảy | m3⋅s−1                             |

| Tên                            | Kí hiệu       | Vật đo                                                    | Diễn đạt bằng các đơn vị SI cơ bản |
| ------------------------------ | ------------- | --------------------------------------------------------- | ---------------------------------- |
| mét vuông                      | m2            | diện tích                                                 | m2                                 |
| mét khối                       | m3            | thể tích                                                  | m3                                 |
| newton-giây                    | N⋅s           | động lượng, xung lượng                                    | m⋅kg⋅s−1                           |
| newton-mét-giây                | N⋅m⋅s         | mô men động lượng                                         | m2⋅kg⋅s−1                          |
| mét-newton                     | N⋅m = J/rad   | mô men lực                                                | m2⋅kg⋅s−2                          |
| newton trên giây               | N/s           | yank                                                      | m⋅kg⋅s−3                           |
| mét đối ứng                    | m−1           | số sóng, năng lượng quang học, độ cong, tần số không gian | m−1                                |
| ki-lô-gam trên mét vuông       | kg/m2         | mật độ diện tích                                          | m−2⋅kg                             |
| ki-lô-gam trên mét khối        | kg/m3         | khối lượng riêng                                          | m−3⋅kg                             |
| mét khối trên ki-lô-gam        | m3/kg         | thể tích riêng                                            | m3⋅kg−1                            |
| joule-giây                     | J⋅s           | công suất                                                 | m2⋅kg⋅s−1                          |
| joule trên ki-lô-gam           | J/kg          | năng lượng riêng                                          | m2⋅s−2                             |
| joule trên mét khối            | J/m3          | mật độ năng lượng                                         | m−1⋅kg⋅s−2                         |
| newton trên mét                | N/m = J/m2    | sức căng bề mặt, độ cứng                                  | kg⋅s−2                             |
| watt trên mét khối             | W/m2          | mật độ dòng nhiệt riêng, sự chiếu xạ                      | kg⋅s−3                             |
| mét vuông trên giây            | m2/s          | độ nhớt động học, độ khuếch tán nhiệt, hệ số khuếch tán   | m2⋅s−1                             |
| pascal-giây                    | Pa⋅s = N⋅s/m2 | độ nhớt năng động                                         | m−1⋅kg⋅s−1                         |
| ki-lô-gam trên mét             | kg/m          | mật độ tuyến tính                                         | m−1⋅kg                             |
| ki-lô-gam trên giây            | kg/s          | tốc độ dòng chảy khối lượng                               | kg⋅s−1                             |
| watt trên steradian-mét vuông  | W/(sr⋅m2)     | bức xạ                                                    | kg⋅s−3                             |
| watt trên steradian-mét khối   | W/(sr⋅m3)     | bức xạ phổ                                                | m−1⋅kg⋅s−3                         |
| watt trên mét                  | W/m           | công suất quang phổ                                       | m⋅kg⋅s−3                           |
| gray trên mét                  | Gy/s          | độ hấp thụ                                                | m2⋅s−3                             |
| mét trên mét khối              | m/m3          | hiệu quả nhiên liệu                                       | m−2                                |
| watt trên mét khối             | W/m3          | chiếu xạ phổ, công suất                                   | m−1⋅kg⋅s−3                         |
| joule trên mét vuông-giây      | J/(m2⋅s)      | thông lượng năng lượng riêng                              | kg⋅s−3                             |
| pascal đối ứng                 | Pa−1          | độ nén                                                    | m⋅kg−1⋅s2                          |
| joule trên mét vuông           | J/m2          | phơi nhiễm bức xạ                                         | kg⋅s−2                             |
| ki-lô-gam-mét vuông            | kg⋅m2         | mô men quán tính                                          | m2⋅kg                              |
| newton-mét-giây trên ki-lô-gam | N⋅m⋅s/kg      | mô men động lượng tương đối riêng                         | m2⋅s−1                             |
| watt trên steradian            | W/sr          | cường độ bức xạ                                           | m2⋅kg⋅s−3                          |
| watt trên steradian-mét        | W/(sr⋅m)      | cường độ bức xạ phổ                                       | m⋅kg⋅s−3                           |

| Tên                        | Kí hiệu    | Vật đo                      | Diễn đạt bằng các đơn vị SI cơ bản |
| -------------------------- | ---------- | --------------------------- | ---------------------------------- |
| mole trên mét vuông        | mol/m3     | nồng độ mol, nồng độ chất   | m−3⋅mol                            |
| mét vuông trên mole        | m3/mol     | thể tích mol                | m3⋅mol−1                           |
| joule trên kelvin-mole     | J/(K⋅mol)  | nhiệt dung mol, entropy mol | m2⋅kg⋅s−2⋅K−1⋅mol−1                |
| joule trên mole            | J/mol      | năng lượng mol              | m2⋅kg⋅s−2⋅mol−1                    |
| siemens-mét vuông trên mol | S⋅m2/mol   | độ dẫn điện theo mol        | kg−1⋅s3⋅A2⋅mol−1                   |
| mole trên ki-lô-gam        | mol/kg     | nồng độ mol (về cân nặng)   | kg−1⋅mol                           |
| ki-lô-gam trên mole        | kg/mol     | phân tử gam                 | kg⋅mol−1                           |
| mét khối trên mole giây    | m3/(mol⋅s) | hằng số đặc hiệu            | m3⋅s−1⋅mol−1                       |
| reciprocal mole            | mol−1      | hằng số Avogadro            | mol−1                              |

| Tên                      | Kí hiệu  | Vật đo                                   | Diễn đạt bằng các đơn vị SI cơ bản |
| ------------------------ | -------- | ---------------------------------------- | ---------------------------------- |
| coulomb trên mét vuông   | C/m2     | trường dịch chuyển điện, mật độ phân cực | m−2⋅s⋅A                            |
| coulomb trên mét khối    | C/m3     | mật độ điện tích                         | m−3⋅s⋅A                            |
| ampere trên mét vuông    | A/m2     | mật độ dòng điện                         | m−2⋅A                              |
| siemens trên mét         | S/m      | dẫn điện                                 | m−3⋅kg−1⋅s3⋅A2                     |
| farad trên mét           | F/m      | hằng số điện môi                         | m−3⋅kg−1⋅s4⋅A2                     |
| henry trên mét           | H/m      | độ từ thẩm                               | m⋅kg⋅s−2⋅A−2                       |
| volt trên mét            | V/m      | sức mạnh điện trường                     | m⋅kg⋅s−3⋅A−1                       |
| ampere trên mét          | A/m      | từ hóa, sức mạnh của từ trường           | m−1⋅A                              |
| coulomb trên ki-lô-gam   | C/kg     | phơi bày (trước tia X và tia gamma)      | kg−1⋅s⋅A                           |
| ohm mét                  | Ω⋅m      | điện trở suất                            | m3⋅kg⋅s−3⋅A−2                      |
| coulomb trên mét         | C/m      | mật độ tuyến tính                        | m−1⋅s⋅A                            |
| joule trên tesla         | J/T      | mômen lưỡng cực từ                       | m2⋅A                               |
| mét vuông trên volt giây | m2/(V⋅s) | tính linh động của điện tử               | kg−1⋅s2⋅A                          |
| reciprocal henry         | H−1      | kháng từ                                 | m−2⋅kg−1⋅s2⋅A2                     |
| weber trên mét           | Wb/m     | vectơ thế từ                             | m⋅kg⋅s−2⋅A−1                       |
| weber mét                | Wb⋅m     | mômen từ                                 | m3⋅kg⋅s−2⋅A−1                      |
| tesla mét                | T⋅m      | độ cứng từ                               | m⋅kg⋅s−2⋅A−1                       |
| ampere radian            | A⋅rad    | lực động từ                              | A                                  |
| mét trên henry           | m/H      | độ cảm từ                                | m−1⋅kg−1⋅s2⋅A2                     |

| Tên                    | Kí hiệu | Vật đo              | Diễn đạt bằng các đơn vị SI cơ bản |
| ---------------------- | ------- | ------------------- | ---------------------------------- |
| lumen giây             | lm⋅s    | năng lượng sáng     | s⋅cd                               |
| lux giây               | lx⋅s    | độ phơi sáng        | m−2⋅s⋅cd                           |
| candela trên mét vuông | cd/m2   | độ chói sáng        | m−2⋅cd                             |
| lumen trên watt        | lm/W    | hiệu suất phát sáng | m−2⋅kg−1⋅s3⋅cd                     |

| Tên                         | Kí hiệu  | Vật đo                             | Diễn đạt bằng các đơn vị SI cơ bản |
| --------------------------- | -------- | ---------------------------------- | ---------------------------------- |
| joule trên kelvin           | J/K      | nhiệt dung, entropy                | m2⋅kg⋅s−2⋅K−1                      |
| joule trên ki-lô-gam kelvin | J/(K⋅kg) | nhiệt dung riêng, specific entropy | m2⋅s−2⋅K−1                         |
| watt trên mét kelvin        | W/(m⋅K)  | độ dẫn nhiệt                       | m⋅kg⋅s−3⋅K−1                       |
| kelvin trên watt            | K/W      | nhiệt trở                          | m−2⋅kg−1⋅s3⋅K                      |
| reciprocal kelvin           | K−1      | hệ số giản nở nhiệt                | K−1                                |
| kelvin trên mét             | K/m      | gradien nhiệt độ                   | m−1⋅K                              |

## Các đơn vị khác được sử dụng với SI
Một số đơn vị khác như giờ, lít, tấn, bar và electronvolt không phải là đơn vị SI, nhưng được sử dụng rộng rãi cùng với đơn vị SI.

## Các đơn vị bổ sung
Cho đến năm 1995, SI đã phân loại radian và steradian là các đơn vị bổ sung, nhưng chỉ định này đã bị bỏ và các đơn vị được nhóm lại thành các đơn vị dẫn xuất.